# Hockey Club Asiago 1986-1987
Questa pagina contiene i dati relativi alla stagione hockeystica 1986-1987 della società di hockey su ghiaccio HC Asiago.

## Campionato
- Piazzamento: 6° in serie A1.

## Roster
- Nick Sanza
- Giampietro Stella
- Paolo Dall'Oglio
- Santino Pellegrino
- Mario Simioni
- Cary Farelli
- Andrea Gios
- Gerard Ciarcia
- Gaetano Miglioranzi
- Mauro Cera
- Alessandro Rigoni
- Fabrizio Benetti
- Luigi Finco
- Renato Tessari
- Paolo Cantele
- Riccardo Marobin
- Franco Vellar
- Fabio Rigoni
- Stefano Cappelletti
- Sandro Baù
- Stefano Segafredo
- Ricky Tessari
- Roberto Rigoni
- Hilton Ruggles